# Pizay
Pizay är en kommun i departementet Ain i regionen Auvergne-Rhône-Alpes i östra Frankrike. Kommunen ligger  i kantonen Montluel som ligger i arrondissementet Bourg-en-Bresse. Kommunens areal är 11,18 km². År 2022 hade Pizay 922 invånare.

## Befolkningsutveckling
Antalet invånare i kommunen Pizay
Referens: INSEE